# توماس شامبرلين
توماس شامبرلين (بالإنجليزية: Thomas Chamberlain)‏ هو عسكري أمريكي، ولد في 29 أبريل 1841 في بريور في الولايات المتحدة، وتوفي في 12 أغسطس 1896 في بانجور في الولايات المتحدة.